# 久米田の戦い
久米田の戦い（くめだのたたかい）は、永禄5年（1562年）3月5日、和泉国八木郷の久米田寺周辺（現大阪府岸和田市）に布陣する三好実休に対し、畠山高政が攻め入った合戦。両軍併せて17,000から50,000の兵力が激突し、三好実休はこの合戦にて戦死を遂げ、三好氏没落の原因の一つとなった合戦とされる。

## 開戦までの経緯

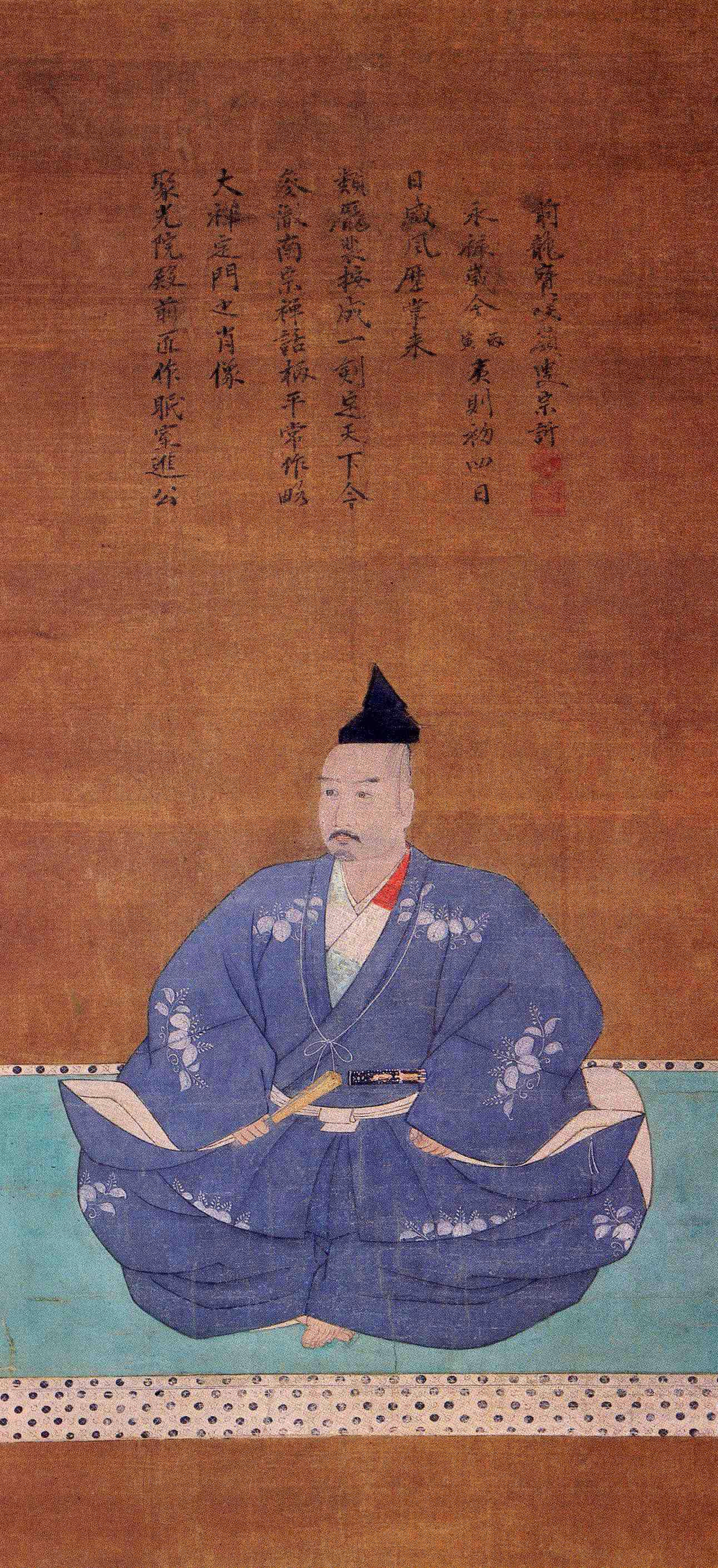
三好長慶像/大徳寺・聚光院蔵

第13代将軍・足利義輝を擁した三好長慶が、永禄4年（1561年）5月6日に前管領・細川晴元と和睦するように義輝より勧められた。長慶は使者として三好長逸、松永久秀を逢坂山に出迎え晴元は8年ぶりに入京した。
晴元と義輝の対面が終わると、長慶は晴元を普門寺城に幽閉してしまった。その後、晴元の長男・昭元も普門寺城に入城させられ、長慶の監視下に置かれることになる。
これに激怒した六角義賢は晴元・昭元父子の処遇に非難し、挙兵することになる（晴元の妻は義賢の妹であった）。同年3月18日には三好方の岸和田城城主であった長慶の弟・十河一存が死亡しており、長慶に破れ紀伊国に逃走していた畠山高政は打倒長慶を旗印に呼号していた。

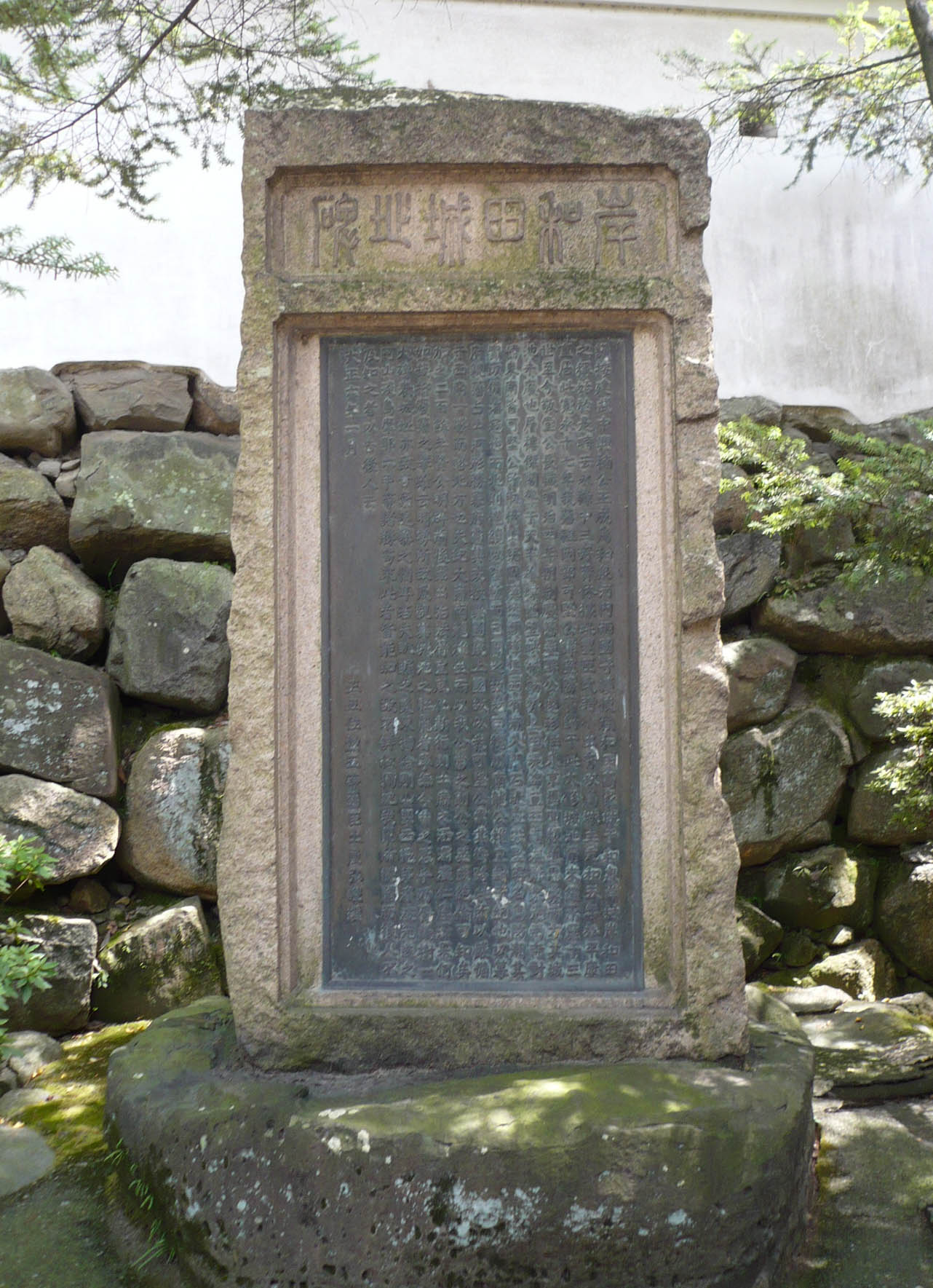
岸和田城の石碑/近世岸和田城ではなく二の丸付近にあった戦国時代の岸和田城

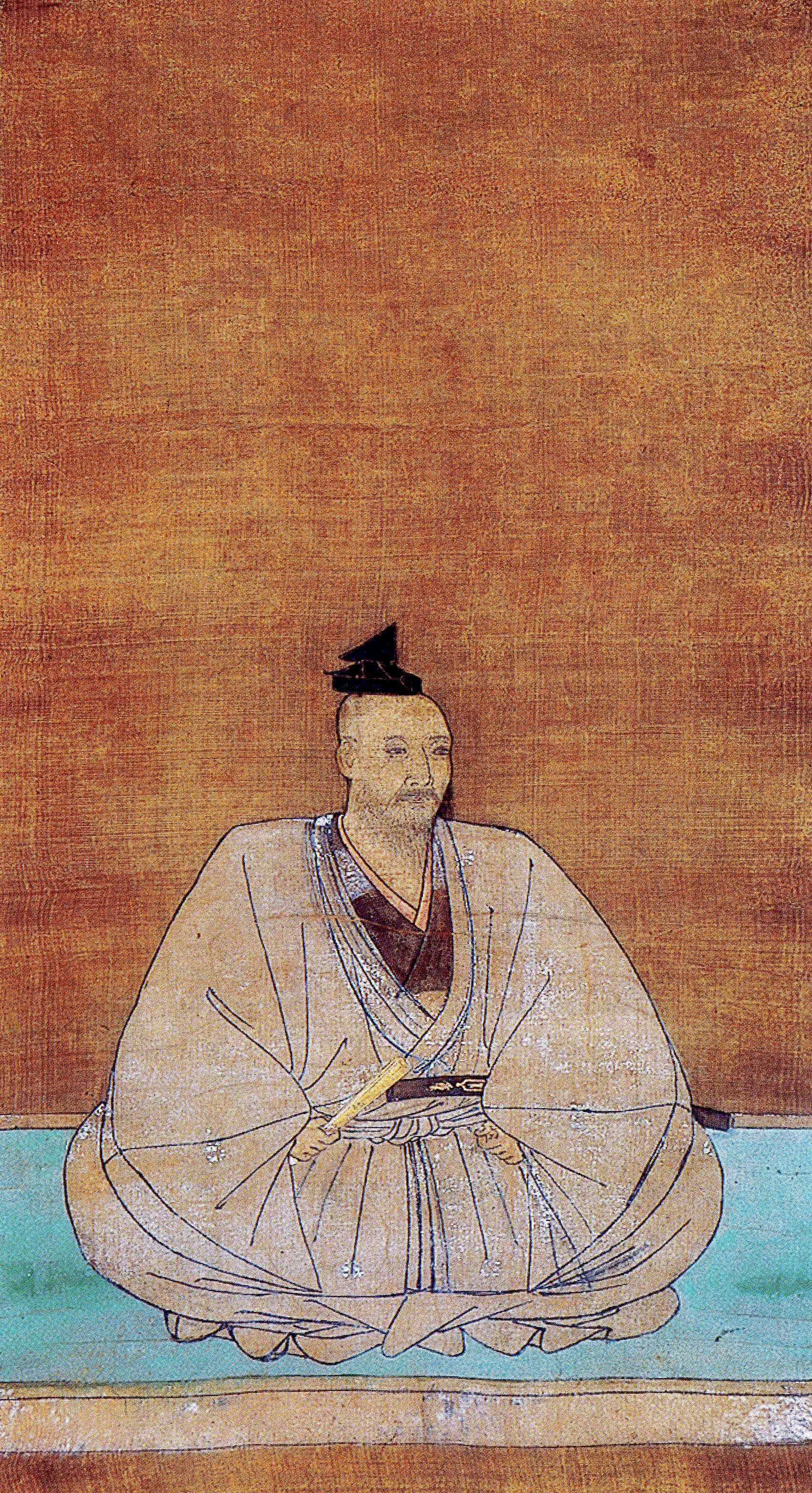
三好実休像/妙國寺蔵

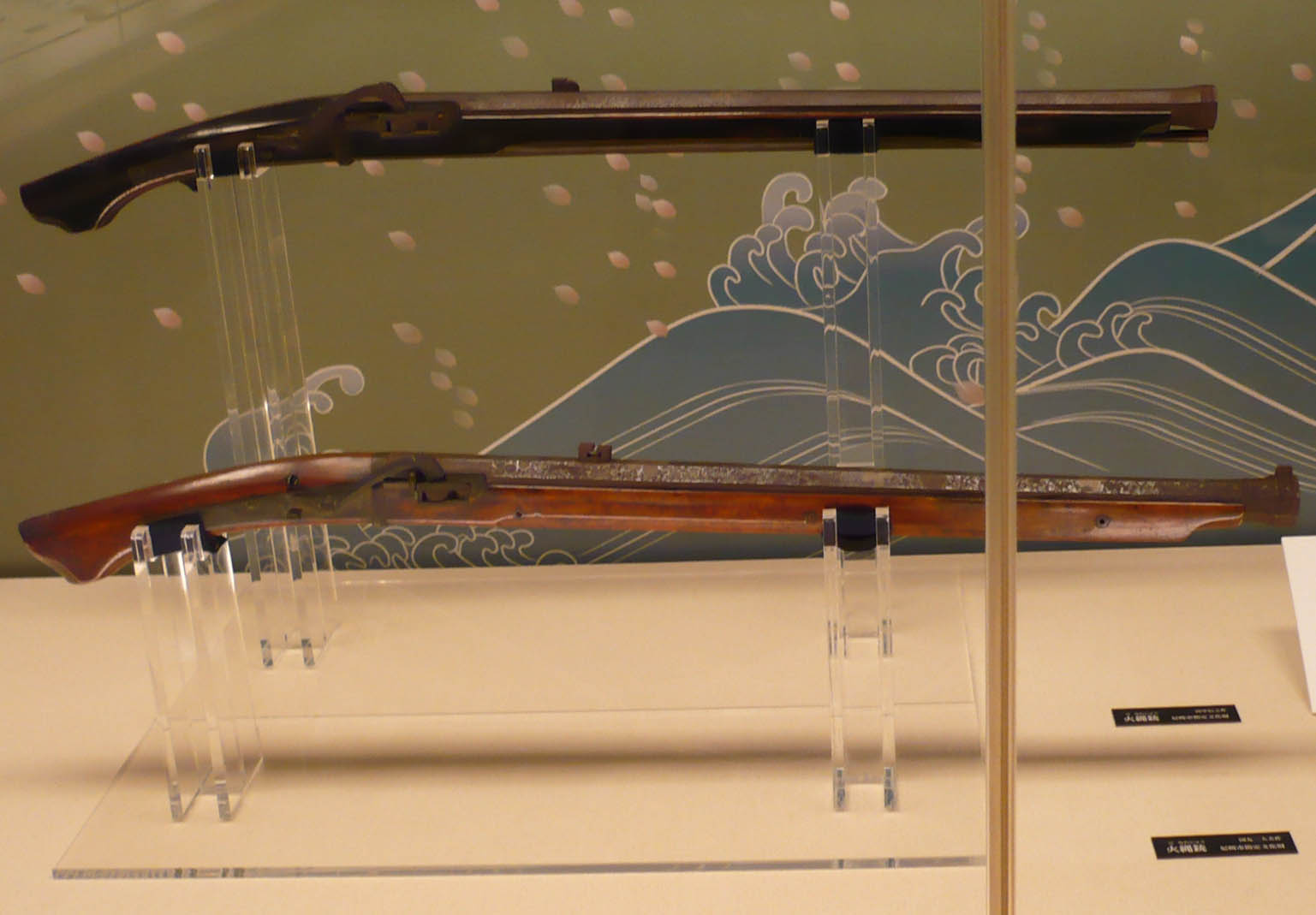
火縄銃

三好軍の防備力は低下していると判断したのか、六角義賢と畠山高政らは連携して、京都を含めた畿内において挙兵することとなった。こうして、同年7月13日、畠山高政を総大将に、安見宗房、遊佐信教、根来衆1万兵で岸和田城を取り囲んだ。また同月28日、六角義賢は永原重隆を大将に2万兵を率いて、将軍地蔵山城に布陣した。
この時、三好長慶は飯盛山城におり、息子の芥川山城城主・三好義興ら摂津衆7千兵で梅津城・郡城へ、家臣の信貴山城城主・松永久秀ら大和衆7千兵を京西院小泉城へそれぞれ入城させ、将軍地蔵山城の備えとした。また、岸和田城の援軍として、総大将に弟の高屋城城主・三好実休ら河内衆を、三好長逸、三好康長、三好宗渭、篠原長房ら淡路、阿波衆7千兵を呼び寄せ、岸和田城に向かわせたが畠山軍が取り囲んでいたため、そこから数町離れた久米田寺周辺にある貝吹山城に布陣した。
11月24日、まず六角義賢自ら陣頭に立ち将軍地蔵山城を出軍、白川口にある神楽岡を占領したが、松永軍が直ちに迎撃し、永原重隆をはじめ多くの諸将を討ち取られ将軍地蔵山城に退却した（松永軍に追撃を受けたが撃退した）。一方、貝吹山城は、三好実休軍の諸将が数名討ち取られた。
この時の状況は将軍地蔵山の戦いも参照。
また12月25日、飯盛山城の支城となっていた三箇城の城主・三好政成が畠山軍の武将・宮崎隠岐守の奇襲にあい戦死した。三好政成は三好宗渭の兄で、堺幕府の時から朝廷との折衝役で三好氏の重鎮であった。
そのような緊張状態の中、翌永禄5年（1562年）正月、三好義興、松永久秀らは足利義輝への謹賀の挨拶に訪れている。この間も小さな戦闘は何度かあり、特に三好実休軍は長い対陣で疲労しつつあった。

## 戦いの状況
対陣してから7か月、『細川両家記』によれば同年3月5日午ノ刻（午後0時）より、三好実休が布陣していたに貝吹山城に畠山高政、安見宗房らの軍勢が魚鱗の陣形で攻め入った。これに対して三好実休軍は、
- 前衛 篠原長房隊
- 右翼 三好康長隊
- 左翼 三好宗渭隊
- 中堅 三好盛政隊
- 後詰（本陣） 三好実休隊

という布陣でのぞんだ。畠山高政軍は
- 第一陣 安見宗房隊
- 第二陣 遊佐信教隊
- 第三陣 湯川直光隊

と続いていた。まず畠山軍が春木川を渡河したところに、三好実休軍の弓隊が矢を放ち、両軍は戦闘状態に入った。
特に畠山軍は春木川を背面に戦ったが、一時余（3時間弱）で第一陣の安見隊が崩れ始めると、前衛をつとめた篠原長房隊が第二陣の遊佐信教隊を攻撃した。第二陣も切り崩しているように思えたが、篠原隊と三好実休軍の間に距離がひらいた。
この時を狙っていたのか、第三陣紀伊衆を主力とした湯川直光隊は春木川の上流より篠原隊の背後に回り込もうとした。これに危機感を覚えた実休は篠原隊の救出に三好康長隊、三好宗渭隊、三好盛政隊を前線に投入し、湯川隊の切り崩しにかかった。
結果、実休の本陣は精鋭の馬廻り衆100騎前後と手薄になった。この時本陣の後方にある久米田池方向から銃声がした。根来衆の鉄砲隊が本陣へ撃ちかけた。馬廻り衆が倒れ、実休はわずかの手勢を引き連れ根来衆へ馬を駆けさせたが、その途中討ち取られたようである。

## 戦後の影響

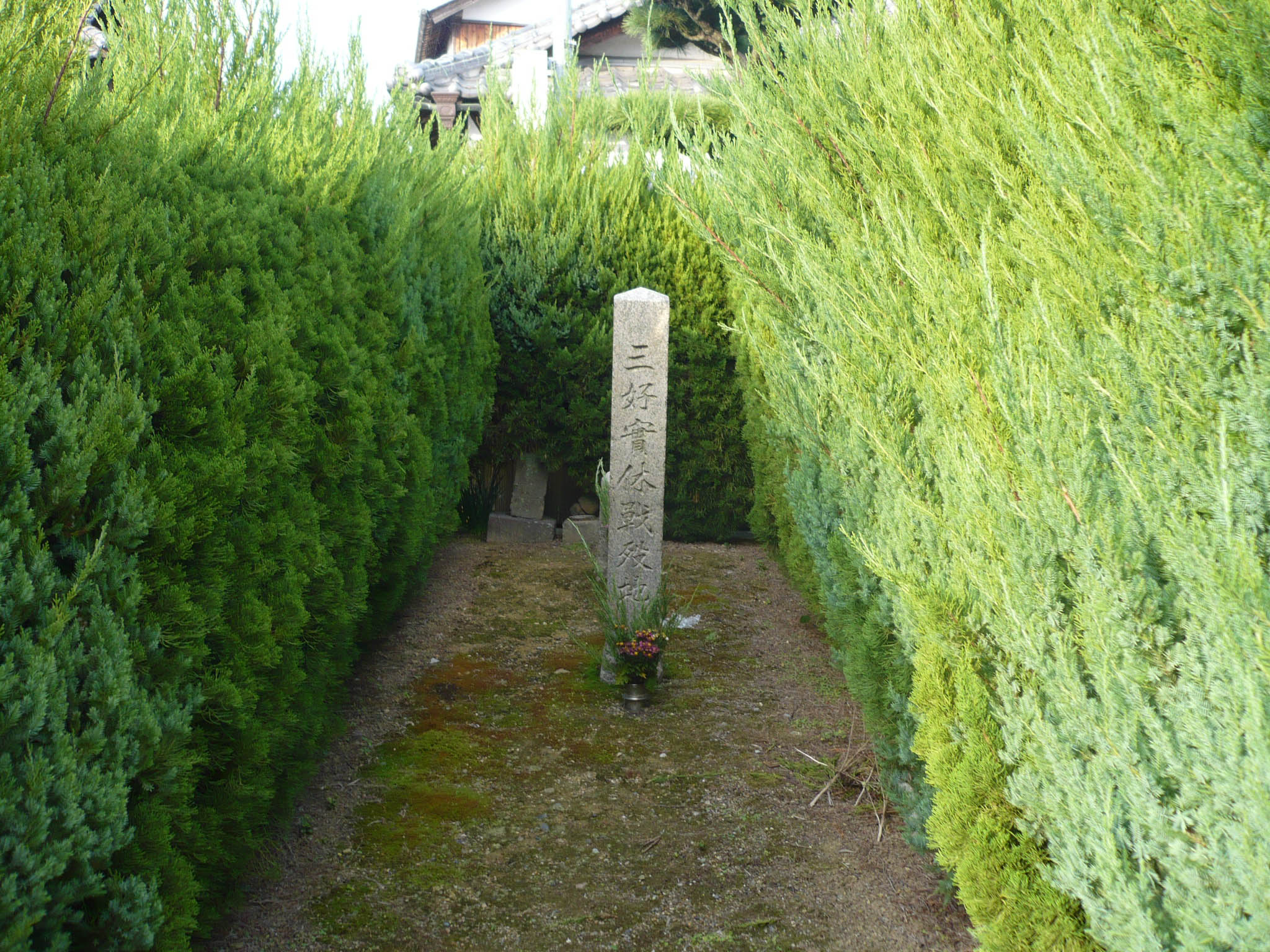
三好実休戦没地石標

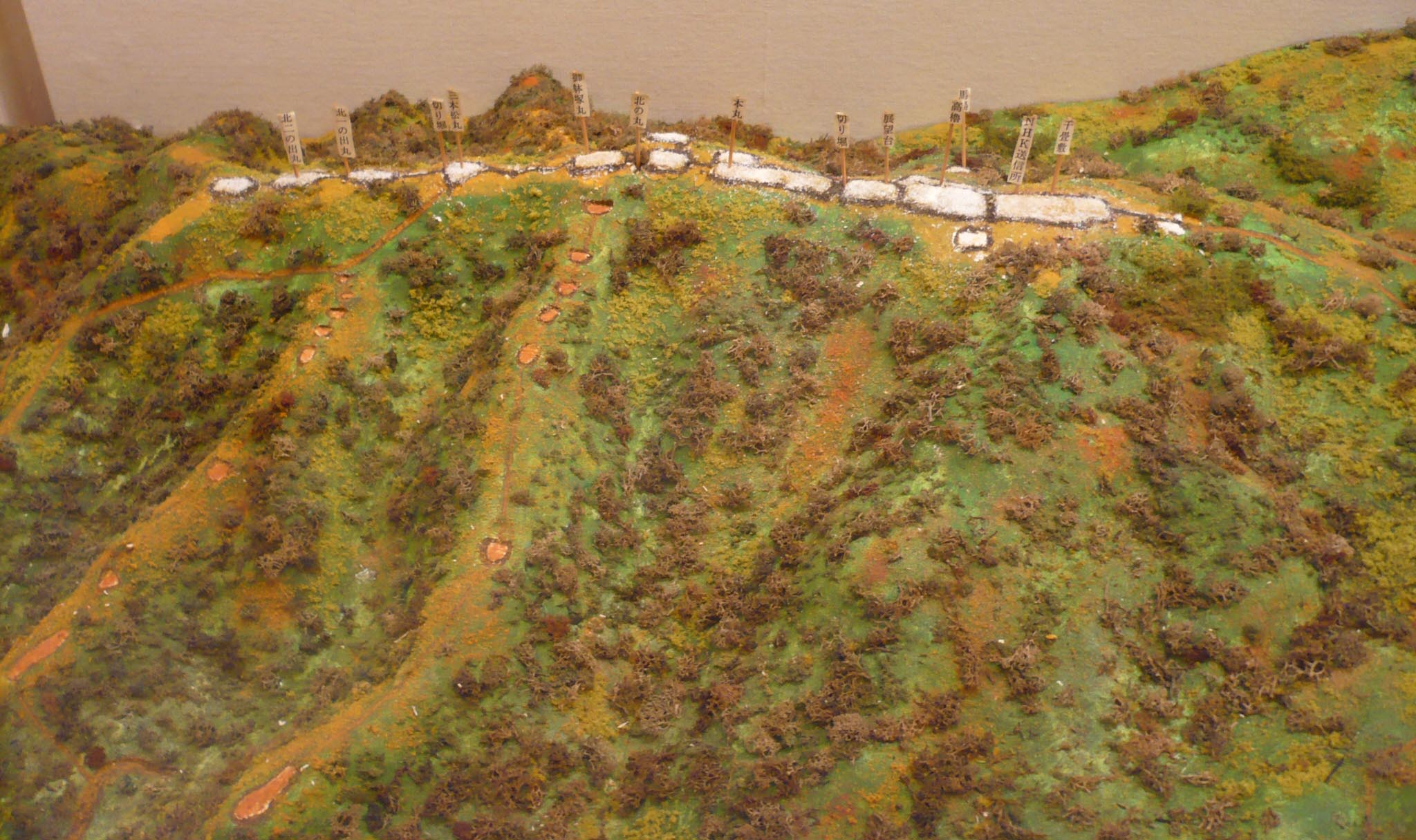
飯盛山城の模型/大東市歴史民俗資料館所蔵

三好実休の辞世の句として、「草カラス霜又今日ノ日ニ消テ因果ハ爰ニメクリ来ニケリ」とある。この句にある「因果」とは阿波国主である細川持隆（氏之）を殺害した事を指していると思われている。これに対して、実休の弟安宅冬康は「因果トハ遙車ノ輪ノ外ニメグルモ遠キ三芳ノ原」と読み直したとある。なお、この句は合戦前夜に詠んだとされている。
実休を討ち取った根来衆とは、往来右京という根来寺の衆徒であったと思われ、最後に残った馬廻り衆30余りも敵陣に斬り入ったが全滅してしまった。戦闘終了は申ノ刻（午後4時頃）のことで実休は享年37であった。
総大将が討ち取られると三好実休軍は総崩れとなり、篠原長房隊、三好康長隊、三好宗渭隊、三好盛政隊は追撃戦をかわしながら堺に逃走すると、そのまま阿波に帰国した。岸和田城の城主であった安宅冬康も脱出し淡路へ帰国。高屋城の守備兵は畠山高政に城を明け渡し、飯盛山城へ逃亡した。高政は和泉、南河内を取り戻した。
もう一方の主戦場であった京都は、三好義興が撤退を主張、京西院小泉城、梅津城、郡城にいた京都防衛隊を勝竜寺城まで引き揚げさせ、将軍足利義輝には岩成友通を警護につけ石清水八幡宮へ移した。翌3月6日、六角義賢は洛中に進軍し、同月8日に徳政令を敷き京を掌握した。
2年ぶりに高屋城に入城した畠山高政は、数日兵馬に休息を与えると、同年3月中頃、三好長慶がいる飯盛山城を包囲した。しかし、ここは三好氏の総本山となっている城であり武力も強大で、簡単には攻め込まず、「敵兵が疲労する持久戦をとっていた」と指摘されている。
その後、5月19日から20日の教興寺の戦いへと続いていく。

## 補説

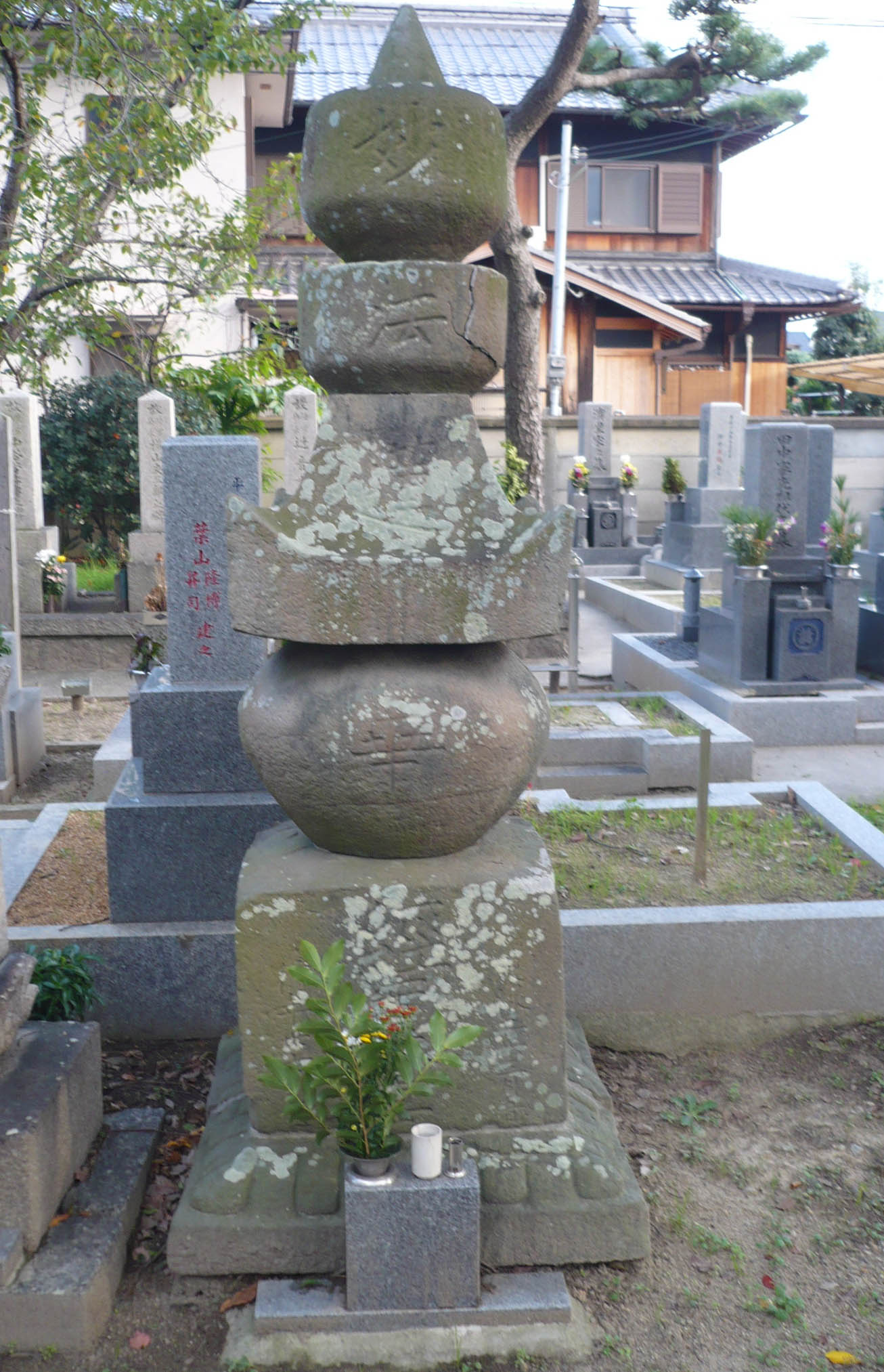
三好実休の墓/妙泉寺

- この戦いは、長慶が細川晴元・昭元父子を普門寺城に幽閉したのがきっかけとなるが、「一存は永禄四年四月か五月かに死に、堺南宗寺に葬られた。これが畠山・根来勢の岸和田攻勢を誘発したというから、一存の存在の大きさがわかる」とされている[3]。十河一存は猛将で「鬼十河」と恐れられていた。十河一存の死が畠山高政が出軍したきっかけともなった。
- またこの戦いは総兵力が定かではない。『続応仁後記』、『厳助大僧正記』、『長享年後畿内兵乱記』、『細川両家記』等諸書によって記述される兵数は異なるが、畠山側が1万から3万、三好側が7千から2万とされる。多い資料で総軍5万兵、少ない資料では1万7千兵となっている。
- 三好実休の死去の状況について『足利李世紀』によると「実休当千鉄炮死去、数白余討死、即敗軍」とあるので鉄砲によって討ち取られたようであるが、「記録によっては実休の死因を「流矢」もしくは「自殺」と記しているものもある」としているので、鉄砲ではなく「矢」や最後には「自害」したという説もある[4]。
- また三好実休が討ち取られてから、堺への退陣は困難であったらしく、手に負えない難しいことを「久米田の退き口」と言われている。
- また総退陣し阿波に帰還した武将達は僧となり入道名を名乗った。篠原長房は紫雲、篠原実長は自遁、赤沢信濃守は宗伝、海部左近将監は宗寿、一宮成助は卜閑、大西元武は覚養、安宅冬康は宗繋、矢野国村は戒厳、新開忠之は道善など、この敗戦の三好長慶軍への影響は大きいものとなった。

## 参考文献

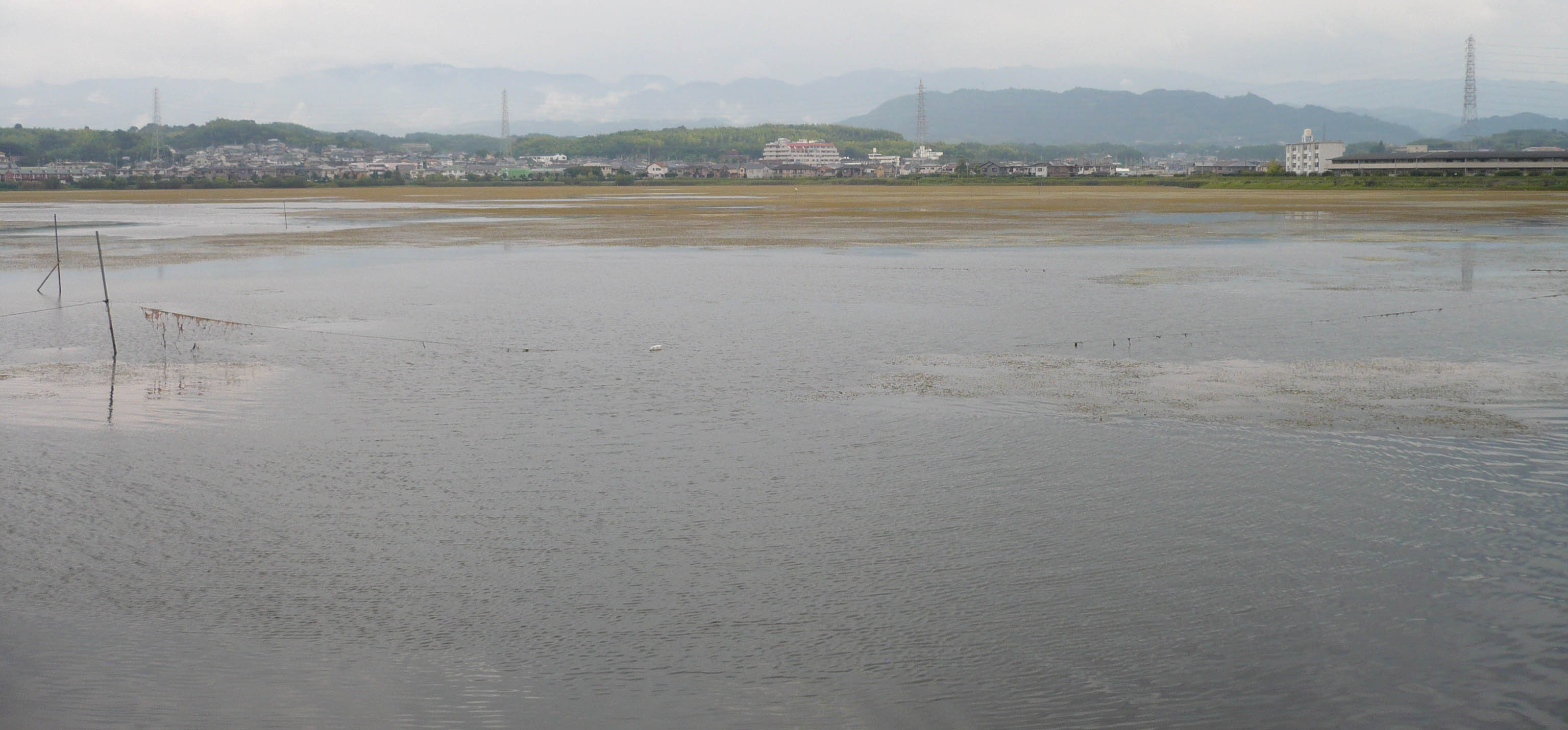
久米田池

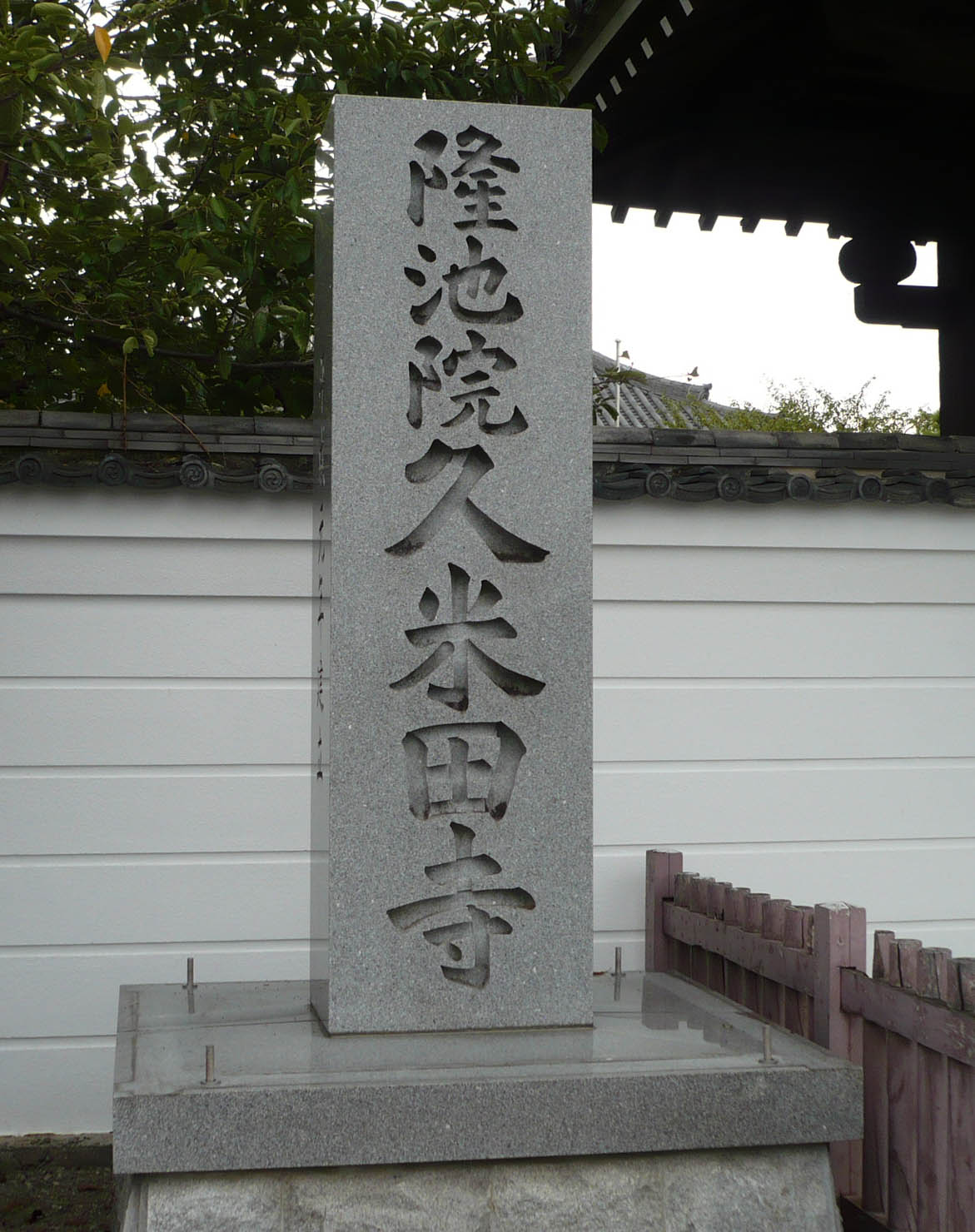
久米田寺の石標